# Chrysanthia krali
Chrysanthia krali is een keversoort uit de familie schijnboktorren (Oedemeridae). De wetenschappelijke naam van de soort is voor het eerst geldig gepubliceerd in 1982 door Švihla.